# Leo Lermond

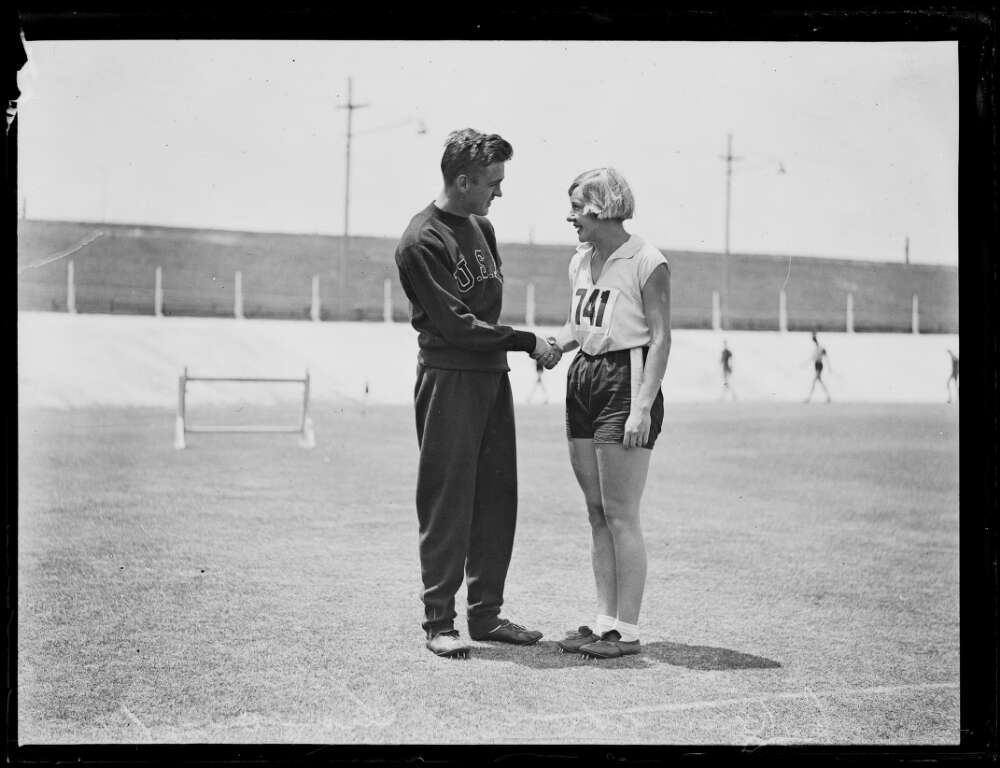
Leo Lermond mit Clarice Kennedy (1930)

Leo Lermond (Frances Leo Lermond; * 15. April 1906 in Revere, Massachusetts; † 4. Juli 1986 in Nahant) war ein US-amerikanischer Mittel- und Langstreckenläufer.
Bei den Olympischen Spielen 1928 in Amsterdam wurde er Vierter über 5000 m.
1929 und 1931 wurde er US-Meister im Meilenlauf, 1928 und 1931 US-Hallenmeister über zwei Meilen.

## Persönliche Bestzeiten
- 1500 m: 3:56,2 min, 8. August 1929, Stockholm
- 1 Meile: 4:13,0 min, 17. Juni 1929, New York City
  - Halle: 4:12,0 min, 6. Februar 1932, New York City
- 5000 m: 14:50,0 min, 3. August 1928, Amsterdam